# Estadio Atilio Paiva Olivera
El Estadio Atilio Paiva Olivera es un estadio de fútbol de Uruguay, ubicado en la ciudad de Rivera.
Cuenta con una pista de atletismo y capacidad para 27 135 espectadores, siendo el cuarto mayor estadio del país y el primero por fuera de la capital.
Fue utilizado por el equipo Frontera Rivera en la Primera División Profesional de Uruguay en 1999 y 2000, y por el club Rivera Livramento que jugó en la Segunda división en los años 2002 y 2003.

## Historia
Fue construido en 1927 y reformado dos veces, en 1966 y en 1994-1995. Esta última fue la principal reforma del recinto, al incorporarse la mayoría de su aforo actual.
Dicha reforma fue realizada por el arquitecto Luis Rodríguez Tellado, junto con el arquitecto Federico Daners. Representó un cambio sustancial al crearse tres nuevas tribunas en el marco de los preparativos de Rivera para ser una de las sedes de la Copa América 1995.
Su reinauguración se celebró el 28 de junio de 1995 en un partido amistoso internacional entre las selecciones de Uruguay y Nueva Zelanda, que terminó empatado en 2 a 2. El primer gol del remodelado escenario deportivo lo convirtió el jugador Enzo Francescoli.
Si bien en los últimos años, por falta de mantenimiento ha quedado en un estado regular, se le han hechos algunos trabajos de pintura y refacciones.

## Selección Uruguaya
La selección de Uruguay ha disputados partidos en carácter amistosos en dicho escenario, jugó dos partidos previos a las Copas Américas la primera de ellas en 1995 jugada en el país y la segunda en 2011. En ambas ocasiones la selección celeste se consagraría campeona.
| 28 de junio de 1995 | Uruguay                       | 2:2 (1:0)                | Nueva Zelanda | Estadio Atilio Paiva Olivera, Rivera |                                 |
|                     | Francescoli 9' · Martínez 54' | es.Soccerway.com Reporte |               | Asistencia: 28.000 espectadores      | Asistencia: 28.000 espectadores |

| 23 de junio de 2011 | Uruguay                                        | 3:0 (1:0)                | Estonia | Estadio Atilio Paiva Olivera, Rivera                                 |                                                                      |
|                     | Cáceres 12' · Reintam 54' (a.g.) · Lodeiro 71' | es.Soccerway.com Reporte |         | Asistencia: 30.000 espectadores Árbitro(s): Saúl Laverni (Argentina) | Asistencia: 30.000 espectadores Árbitro(s): Saúl Laverni (Argentina) |

## Eventos deportivos

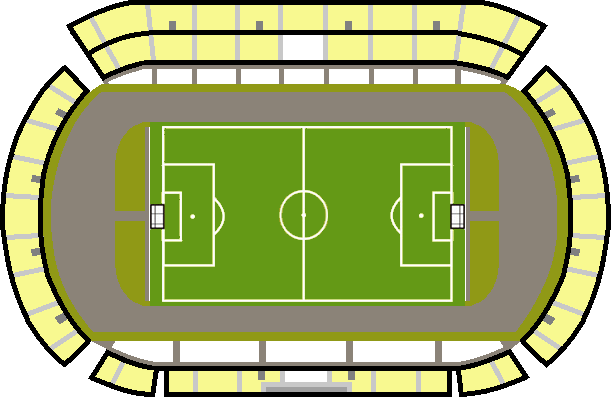
Esquema del estadio.

En la Copa América 1995 fue sede de las selecciones nacionales de Brasil, Ecuador, Colombia y Perú en la primera fase del grupo B y de un partido por la fase de cuartos de final entre Brasil y Argentina, jugado el 17 de julio de 1995. El mismo terminó empatado en 2 a 2 con un polémico gol del brasileño Túlio, clasificando la selección brasileña por la tanda de penaltis en la que brilló el golero gaúcho Claudio Taffarel al igual que en la misma fecha del año anterior en la final de la Copa Mundial de Fútbol de 1994 en el Estadio Rose Bowl de Pasadena, California.
También fue una de las sedes del Campeonato Sudamericano Sub-17 de 1999 y del Campeonato Sudamericano Sub-15 de 2011, organizados por la Conmebol. A su vez, albergó un amistoso entre las selecciones de Uruguay y Estonia, en el que estuvo en juego el trofeo Copa 100 Años del Banco de Seguros del Estado.
Ya fue escenario de un partido por la Supercopa sudamericana: Peñarol vs Santos de Brasil el 10 de setiembre de 1996, y de partidos por la Copa Libertadores de América: Peñarol vs Oriente Petrolero, Peñarol vs Bolívar en marzo de 1998, e Internacional de Porto Alegre vs Cerro de Montevideo en 18 de marzo de 2010.
Fue utilizado además como escenario de algunos partidos del club Grêmio Santanense de Santana do Livramento en la primera división del Campeonato Gaúcho de Fútbol (Campeonato de Río Grande del Sur, Brasil), en la década de 1990, y del hasta ahora único clásico grenal jugado fuera del territorio brasileño entre Grêmio de Porto Alegre e Internacional de Porto Alegre, el 30 de enero de 2011 válido por el Campeonato Gaúcho de primera división.

### Copa América 1995
Primera fase
| 7 de julio de 1995 | Colombia     | 1:1 (0:0) | Perú         |                                                                     |                                                                     |
|                    | Asprilla 68' |           | 80' Palacios | Asistencia: 5000 espectadores Árbitro(s): Ernesto Filippi (Uruguay) | Asistencia: 5000 espectadores Árbitro(s): Ernesto Filippi (Uruguay) |

| 7 de julio de 1995 | Brasil       | 1:0 (0:0) | Ecuador |                                                                          |                                                                          |
|                    | Ronaldão 73' |           |         | Asistencia: 10 000 espectadores Árbitro(s): Javier Castrilli (Argentina) | Asistencia: 10 000 espectadores Árbitro(s): Javier Castrilli (Argentina) |

| 10 de julio de 1995 | Colombia   | 1:0 (1:0) | Ecuador |                                                                |                                                                |
|                     | Rincón 44' |           |         | Asistencia: 8000 espectadores Árbitro(s): Pablo Peña (Bolivia) | Asistencia: 8000 espectadores Árbitro(s): Pablo Peña (Bolivia) |

| 10 de julio de 1995 | Brasil                         | 2:0 (0:0) | Perú |                                                                    |                                                                    |
|                     | Zinho 77' (pen.) · Edmundo 82' |           |      | Asistencia: 8000 espectadores Árbitro(s): Félix Benegas (Paraguay) | Asistencia: 8000 espectadores Árbitro(s): Félix Benegas (Paraguay) |

| 13 de julio de 1995 | Ecuador             | 2:1 (0:0) | Perú               |                                                                           |                                                                           |
|                     | Díaz 71' · Mora 75' |           | 82' (a.g.) Tenorio | Asistencia: 10 000 espectadores Árbitro(s): Eduardo Dluzniewski (Uruguay) | Asistencia: 10 000 espectadores Árbitro(s): Eduardo Dluzniewski (Uruguay) |

| 13 de julio de 1995 | Brasil                                        | 3:0 (1:0) | Colombia |                                                                       |                                                                       |
|                     | Leonardo 30' · Túlio 76' · Higuita 85' (a.g.) |           |          | Asistencia: 10 000 espectadores Árbitro(s): Ernesto Filippi (Uruguay) | Asistencia: 10 000 espectadores Árbitro(s): Ernesto Filippi (Uruguay) |

Cuartos de final
| 17 de julio de 1995 | Brasil                                                | 2:2 (1:2) (4:2 p.)         | Argentina                         |                                                                   |                                                                   |
|                     | Edmundo 9' · Túlio 81'                                |                            | 2' Balbo · 29' Batistuta          | Asistencia: 24 000 espectadores Árbitro(s): Alberto Tejada (Perú) | Asistencia: 24 000 espectadores Árbitro(s): Alberto Tejada (Perú) |
|                     |                                                       | Tiros desde el punto penal |                                   |                                                                   |                                                                   |
|                     | Roberto Carlos · Túlio · André Cruz · Dunga · Edmundo |                            | Pérez · Acosta · Simeone · Fabbri |                                                                   |                                                                   |

### Campeonatos nacionales
A pesar de que el club que oficiaba de local en este estadio, el Frontera Rivera, haya dejado de participar en el Campeonato Uruguayo, este estadio ha recibido algunos partidos oficiales de la Primera División de Uruguay. La última vez fue en agosto de 2018, cuando Boston River ofició de local allí frente a Peñarol.
También ha recibido torneos y partidos amistosos de relevancia internacional con las participaciones de clubes uruguayos y brasileños.
A nivel del departamento de Rivera es sede de la selección de Rivera en los Campeonatos de OFI, de partidos por el campeonato local de la Liga Departamental de Fútbol de Rivera, y de partidos por la Copa El País.

### Competiciones de clubes de la Conmebol
El estadio ha recibido algunos partidos por Competiciones de clubes de la Conmebol, albergó un partido de la desaparecida Supercopa sudamericana en 1996, Peñarol  oficiando de local contra Santos  y en  1998  Peñarol vuelve a oficiar de local en Rivera, esta vez por la   Copa Libertadores de América contra Oriente Petrolero y Bolívar. 
en 2010 el Atilio vuelve a recibir un partido de Copa Libertadores de América cuando Cerro  enfrentase a Internacional

#### Supercopa sudamericana
| 10 de septiembre de 1996 | Peñarol          | 1:2 (1:0) | Santos                   |                                                            |                                                            |
|                          | Aguirregaray 45' |           | Jamelli 57' · Robert 89' | Asistencia: 27.000 espectadores Árbitro(s): Daniel Giménez | Asistencia: 27.000 espectadores Árbitro(s): Daniel Giménez |

#### Copa Libertadores
| 27 de marzo de 1998 | Peñarol | 6:1 (3:1) | Oriente Petrolero |                                 |  |
|                     |         |           |                   | Asistencia: 26.000 espectadores |  |

| 31 de marzo de 1998 | Peñarol | 0:1 (0:1) | Bolívar |                                                            |  |
|                     |         |           |         | Asistencia: 28.000 espectadores Árbitro(s): Daniel Giménez |  |

| 31 de marzo de 2010 | Cerro | 0:0 | Internacional |                                                          |  |
|                     |       |     |               | Asistencia: 18.000 espectadores Árbitro(s): Saúl Laverni |  |

### Grenal: Gremio vs Internacional
El 30 de enero de 2011 Gremio e Internacional disputaron el partido clásico denominado Grenal por el Campeoato Gaucho , fue la primera vez que un partido de Grenal se jugaba en suelo extranjero. Internacional regresaba de su participación en el Mundial de Clubes en Abu Dhabi, envió un equipo alternativo a disputar el partido frente a Grêmio, con un equipo mixto, ganando este último por 2 a 1.
| 30 de enero de 2011 | Gremio | 2:1 (1:0) | Internacional |                                 |  |
|                     |        |           |               | Asistencia: 17.000 espectadores |  |

## Jugadores destacados
Ya jugaron en el césped del nuevo Atilio Paiva Olivera jugadores reconocidos internacionalmente como:
Ronaldo, Roberto Carlos (futbolista), Diego Forlán, Luis Suárez (futbolista), Enzo Francescoli, Gabriel Batistuta, Abel Balbo, Diego Simeone, Javier Zanetti, Dunga, Claudio Taffarel, Dida, Faustino Asprilla, Freddy Rincón, Rubén Sosa, Rubén Paz, Pablo Bengoechea, Diego Lugano, Edinson Cavani, Savio, Edmundo Alves de Souza Neto, René Higuita, Hugo de León, Carlos Aguilera, Marcelo Zalayeta, Álex Aguinaga, Zinho, Jorginho, Túlio Maravilha, Marcelo Otero, Óscar Aguirregaray, Nicolás Lodeiro, Daniel Fonseca, Fernando Alvez, Paolo Montero, Darío Silva, Fernando Muslera, Carlos Valderrama, Gustavo Poyet, Ariel Ortega, Leonardo Astrada, Juninho Paulista, Roberto Palacios, Iván Hurtado, Leonardo Nascimento de Araujo, Andrés D'Alessandro, Roberto Abbondanzieri, Rodrigo Mora  .

## Actividades artísticas
Frecuentemente el estadio ha sido palco de importantes conciertos y espectáculos.
Se destacan los shows del estadounidense-mexicano Marcos Witt en 2001 y 2011, de la argentina Soledad Pastorutti en 1998, del brasileño Thalles Roberto en 2013, de Alexandre Pires y su banda Só Pra Contrariar, en 1998, de Ivete  Sangalo en 2012.

## Reconocimientos

### Estadios más antiguos de Uruguay
El estadio está entre los diez escenarios más antiguos y vigentes del país, construidos para la práctica del fútbol.
| N.º | Estadio                      | Ubicación  | Inauguración            | Propietario                        |
| --- | ---------------------------- | ---------- | ----------------------- | ---------------------------------- |
| 1°  | Gran Parque Central          | Montevideo | 25 de mayo de 1900      | Club Nacional de Football          |
| 2°  | Belvedere                    | Montevideo | 4 de julio de 1909      | Liverpool Fútbol Club              |
| 3°  | José Pedro Damiani           | Montevideo | 19 de abril de 1916     | Club Atlético Peñarol              |
| 4°  | Olímpico Pedro Arispe        | Montevideo | 30 de diciembre de 1923 | Rampla Juniors Fútbol Club         |
| 5°  | Abraham Paladino             | Montevideo | 1926                    | Administración Nacional de Puertos |
| 6°  | Atilio Paiva Olivera         | Rivera     | 1927                    | Intendencia de Rivera              |
| 6°  | Campeones Olímpicos          | Florida    | 1927                    | Intendencia de Florida             |
| 8°  | Parque Federico Omar Saroldi | Montevideo | 2 de noviembre de 1928  | Club Atlético River Plate          |
| 9°  | Centenario                   | Montevideo | 18 de enero de 1930     | Intendencia de Montevideo          |
| 10° | José Nasazzi                 | Montevideo | 1931                    | Club Atlético Bella Vista          |

### Estadios más grandes de Uruguay
Además, también está entre los cinco estadios con mayor aforo del país.
| N.º | Estadio                 | Ubicación  | Capacidad           | Propietario               |
| --- | ----------------------- | ---------- | ------------------- | ------------------------- |
| 1°  | Centenario              | Montevideo | 60.235 espectadores | Intendencia de Montevideo |
| 2°  | Campeón del Siglo       | Montevideo | 40.165 espectadores | Club Atlético Peñarol     |
| 3°  | Gran Parque Central     | Montevideo | 37.500 espectadores | Club Nacional de Football |
| 4°  | Domingo Burgueño Miguel | Maldonado  | 30.152 espectadores | Intendencia de Maldonado  |
| 5°  | Atilio Paiva Olivera    | Rivera     | 27.135 espectadores | Intendencia de Rivera     |